# Pierce-oscillator
En Pierce-oscillator är en typ av elektrisk svängningskrets som är väl lämpad för implementering av kristalloscillatorrer. Den är namngiven efter dess uppfinnare amerikanen George W. Pierce (1872–1956). Pierce-oscillatorn är ett derivat av Colpitts-oscillatorn. I princip alla digitala kretsar med klocka (läs processorer) har oscillatorer av Pierce-typ då kretsen kan implementeras med användande av ett minimum av komponenter, d.v.s. en enkel digital inverterare, två resistanser, två kondensatorer och en kvartskristall som agerar som ett ytterst selektivt filterelement. Den låga tillverkningskostnaden av denna krets kombinerat med den höga frekvensstabiliteten hos kvartskristallen ger den en fördel över andra lösningar hos mycket av vår konsumentelektronik.

## Funktion

Enkel Pierce-oscillator

### Biasmotstånd
R1 agerar som ett återkopplingsmotstånd som biaserar inverteraren i dess operationsområde så att inverteraren i praktiken fungerar som en förstärkare med mycket hög förstärkning. Inverteraren har mycket hög ingångsimpedans och låg utgångsimpedans så denna resistor tvingar ingången och utgången att ha samma spänning. Detta betyder att inverteraren varken kommer att vara helt på eller av utan i omslagsområdet där den har förstärkning.

### Resonator
Kristallen formar tillsammans med C1 och C2 ett pi-nätverk i form av ett bandpassfilter som ger ett 180 graders fasskift och en spänningsförstärkning från utgång till ingång vid ungefär resonansfrekvensen hos kristallen. För att förstå detta kan det noteras att kristallen beter sig induktivt vid oscillationsfrekvensen. Den kan alltså betraktas som en stor induktans med högt Q-värde. Kombinationen av 180 graders fasvridning (inverterande förstärkning) från pi-nätverket och den negativa förstärkningen från inverteraren resulterar i en positiv slingförstärkning (positiv feedback) som gör så att biaseringen satt av R1 blir instabil vilket leder till oscillation.

### Isolationsresistor
Ett andra motstånd kan användas mellan inverterarens utgång och kristallen för att isolera inverteraren från kristallnätverket. Detta adderar också ytterligare fasskift till C1.

## Lastkapacitans
Den totala kapacitansen sedd från kristallen in i resten av kretsen kallas lastkapacitans. När man tillverkar en "parallell" kristall används en Pierce-oscillator med speciell lastkapacitans (ofta 18-20 pF) för att trimma kristallen till att oscillera exakt på den frekvens som står skriven på kåpan.
För att få samma frekvensprestanda måste man se till att kapacitanserna matchar värdena i databladet. Lastkapacitansen CL kan kalkyleras av den seriella kombinationen av C1 och C2 där man tar till vara Ci och Co som är ingångs- respektive utgångskapacitansen. Då dessa kapacitanser är så små så bör man även ta hänsyn till strökapacitansen, Cs, från PCB-layout och kristallkåpa som är av storleksordningen 3-9 pF.
Detta ger uttrycket för den totala lastkapacitansen:
{\displaystyle C_{L}={\frac {(C_{1}+C_{i})*(C_{2}+C_{o})}{C_{1}+C_{2}+C_{3}+C_{4}}}+C_{s}}
När en tillverkare gör en "serie"-kristall använder tekniker en annan fininställningsprocedur. När en sådan kristall används i en Pierce-oscillator kommer Pierce-oscillatorn alltid driva kristallen till nära dess parallella resonansfrekvens. Men den frekvensen är några kilohertz högre än den seriella resonansfrekvensen som är tryckt på en "serie"-kristall.
När man ökar lastkapacitansen minskar frekvensen hos Pierce-oscillatorn något, dock aldrig ända ner till den seriella resonansfrekvensen.